# ...e dirsi ciao/Ma che giornata strana
...e dirsi ciao/Ma che giornata strana è il settimo singolo dei Matia Bazar, pubblicato nel 1978.

## Il disco
Raggiunge la prima posizione nella classifica dei singoli più venduti in Italia nel 1978.
Sulla copertina è presente l'intero gruppo.

## I brani

### ...e dirsi ciao
Mai incluso in un album ufficiale, neppure in Semplicità pubblicato lo stesso anno, ma solo in qualche raccolta e spesso col titolo privo dei puntini iniziali.
Nella canzone, scritta e composta da tutto il gruppo, Cassano è la voce solista e Ruggiero esegue i vocalizzi del ritornello privo di parole.
Brano con cui il gruppo, alla seconda partecipazione, vince il Festival di Sanremo 1978. Nel confronto della fase finale fra i primi classificati di tre categorie, i "Complessi" (Matia Bazar con 34 voti su 45) superano sia i "Solisti" (30 voti per Anna Oxa con Un'emozione da poco) sia i "Cantautori" (17 voti per Rino Gaetano con Gianna).

#### Y decir, chao
Versione in spagnolo di E dirsi ciao (lett. "E dire, ciao") comparsa nel 1978 nell'album Sencillez insieme ad altre traduzioni di successi. Quest'album è una raccolta di canzoni destinate al mercato latino, piuttosto che una versione in spagnolo del corrispondente album Semplicità pubblicato in Italia nello stesso anno.
Il brano sarà poi incluso rimasterizzato nella raccolta in CD e LP Grandes éxitos (1996).
Da non confondere con il titolo della raccolta per i mercati latini intitolata Y decirse ciao... pubblicata nel 1999 e che contiene anche il brano, riportato con lo stesso titolo dell'album.

### Ma che giornata strana
Estratto dall'album Matia Bazar 1 del 1976.

## Tracce
Lato A
1. ...e dirsi ciao[6] – 4:48 (testo: Giancarlo Golzi, Aldo Stellita – musica: Antonella Ruggiero, Piero Cassano, Carlo Marrale)

Lato B
1. Ma che giornata strana – 4:44 (testo: Aldo Stellita – musica: Piero Cassano, Carlo Marrale)

## Formazione
- Antonella Ruggiero - voce solista, vocalizzi in ... e dirsi ciao[6]
- Piero Cassano - tastiere, chitarra, voce[6]
- Carlo Marrale - chitarra, voce
- Aldo Stellita - basso
- Giancarlo Golzi - batteria

## Accoglienza
| Classifica (1978) | Posizione raggiunta |
| ----------------- | ------------------- |
| Italia            | 1                   |